# Jost Amman
Jost Ammann (Zurigo, 1539 – Norimberga, 1591) è stato un illustratore svizzero.
Fu dapprima attivo a Basilea, poi a Norimberga dal 1561. Di lui ci restano ottimi disegni ed incisioni, spesso acquerellati e una pregevole illustrazione della Bibbia (1584).